# St. Annen (Oelber am weißen Wege)

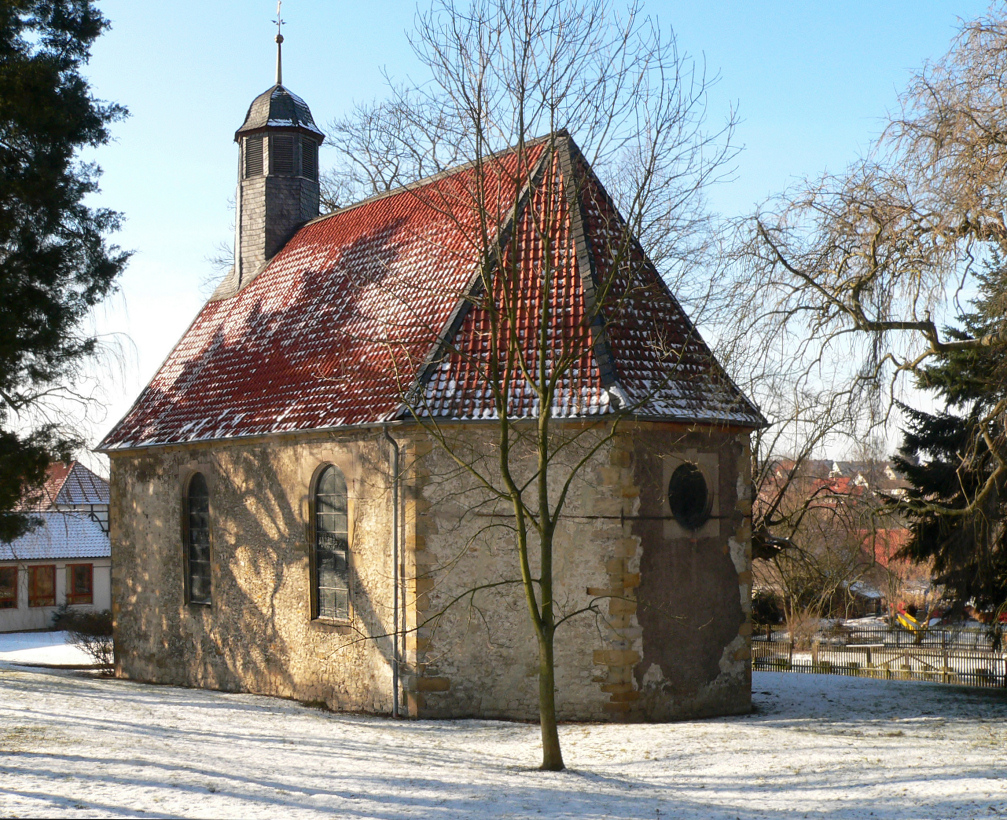
Schlosskirche St. Annen

Die evangelisch-lutherische denkmalgeschützte Schlosskirche St. Annen steht in Oelber am weißen Wege, einem Ortsteil der Gemeinde Baddeckenstedt im Landkreis Wolfenbüttel von Niedersachsen. Die Kirchengemeinde gehört zur Propstei Goslar der Evangelisch-lutherischen Landeskirche in Braunschweig.

## Beschreibung
Das Dorf wurde ursprünglich pfarramtlich von Baddeckenstedt versorgt. Damit das Dorf endlich eine eigene Kirche hatte, ließen 1594 die Brüder Burchard und Franz von Cramm, die das Kirchenpatronat hatten, eine schlichte Saalkirche aus verputzten Bruchsteinen, die mit Ecksteinen aus Sandstein versehen war, für 1275 Gulden nahe dem Schloss Oelber erbauen. In der nördliche Außenwand der Kirche befinden sich elf Grabsteine von Mitgliedern der Familien von Bortfeld und von Cramm. Aus dem Satteldach des Kirchenschiffs erhebt sich im Westen ein schiefergedeckter Dachreiter in Form einer achtseitigen Laterne, auf der eine glockenförmige Haube sitzt, die mit einer Turmkugel bekrönt ist. 
Der Innenraum wird durch große Bogenfenster erhellt. Im Osten oberhalb des Altars befindet sich ein Ochsenauge. Im Oberlicht über dem westlichen Portal sind vier Bleiglasfenster zu finden, die Wappen zeigen, die für die Familie von Cramm bedeutsam sind. Die Deckenmalereien hat 1887 Adolf Quensen ausgeführt. Eine Orgel wurde 1860 aufgestellt. Sie wurde 2012 renoviert.